# Epikuros
Epikuros (grekiska: Επίκουρος, [Epíkouros], latin: Epicurus), född 341 f.Kr. på Samos, död 270 f.Kr. i Aten, var en grekisk filosof och grundaren av epikurismen. Av de över 300 verk han skrev har endast ett fåtal fragment och brev bevarats. Mycket av det man vet om epikurismen kommer från senare följare av skolan eller i alla fall intresserade av skolan.
Filosofins syfte låg enligt Epikuros i att leva ett lyckligt, lugnt liv, fritt från både smärta och rädsla. Han förordade att var och en skulle leva ett självförsörjande liv och vara omgiven av vänner. Han hävdade att njutning och smärta är mått på vad som är bra respektive dåligt, vilket gör att han räknas till hedonisterna. Döden skulle ej vara att frukta, ej heller gudarna, eftersom Epikuros trodde att gudarna varken prisade eller straffade människan. Epikuros trodde att gudar existerade. Dessa gudar var element eller atomea, som byggde världsalltet, och inte någon gudom på teistiskt eller deistiskt vis som skapade världen eller hade en personlig karaktär. Dessa gudar spelade inte heller någon större roll i den världsbild som han trodde på.
Vidare trodde Epikuros att universum var oändligt och evigt och därmed aldrig hade behövt skapas och att allt som hände i världen berodde på atomernas eviga rörelser. Denna uppfattning har gjort att Epikuros ses som en ateistisk filosof.

## Biografi
Epikuros föddes 341 f.Kr. som son till en atensk bosättare på ön Samos. Epikuros far hette som en av Epikuros bröder, Neocles. Han var den andre brodern av fyra. Bröderna hette Neocles, Chaeredemus och Aristobulus och han tillägnade var och en av dem en bok. Han började intressera sig för filosofi i tidig ålder och han studerade hos platonikern Paphilos på Samos, en man han senare tog markant avstånd från, vilket han även gjorde från sina övriga filosofilärare. Förmodligen var det på Samos han lärde sig om den joniska naturfilosofin, som han senare skulle ha som grund för sin egen lära. Vid 18 års ålder begav sig Epikuros till Aten för att genomföra två års militärtjänstgöring. Under sin tid i Aten hade hans familj lämnat Samos och flyttat till Kolophon, dit Epikuros följde efter. Förmodligen var det under nästkommande år som Epikuros studietid hos Demokritosanhängaren Nausiphanes från Teos, började. Det var också genom Nausiphanes han hörde talas om Pyrrhon, grundaren av den skeptiska riktningen inom filosofin. Det är sannolikt att han med hjälp av Pyrrhons inflytande kunde stödja sin lära rent kunskapsteoretiskt. Även tankarna om avvisandet av allt onödigt bildningsgods influerades nog mycket av Pyrrhon. Vid 31 års ålder började Epikuros undervisa i filosofi, först på Mytilene på Lesbos för en kort tid, sedan i Lampsakos vid Hellesponten, där ett antal trogna anhängare höll honom sällskap.
Epikuros gifte sig aldrig och det är inte känt om han fick några barn. Han dog 270 f.Kr. vid 72 års ålder. Han uppges ha drabbats av smärtsam sjukdom under sin sista tid i livet och skrev i samband med detta till Idomeneus:

Medan jag skriver detta, är jag inne på den sjunde dagen då jag inte kunnat urinera och har haft smärtor av den grad som leder till döden. Så om någonting skulle hända, ta hand om Metrodoros barn, i fyra eller fem år. Spendera inte mer på dem än du nu spenderar på mig på ett år.

I ett brev till Hermarchos som Epikuros skrev under slutet av sitt liv beskriver han sin smärta och nära förestående död i relation till sin filosofi; "mina smärtor uppvägs av glädjen jag erhåller från att minnas mina teorier och upptäckter."

### Epikuros trädgård
Epikuros levde i och ledde Trädgården i Aten från cirka 306 eller 307 f.Kr. fram till sin död 270 f.Kr.. Hermarchos från Mytilene övertog ledningen av skolan efter Epikuros död 270 f.Kr.

## De viktigaste lärosatserna
De viktigaste lärosatserna, Epikuros huvudteser, är en samling citat från Epikuros verk som summerar hans etiska teori. Det finns olika varianter av dessa och troligtvis har de uppstått genom samlande från olika källor under årens lopp. Dess tidiga ursprung är obekant men en del av citaten känns igen från de fåtaliga bevarade skrifterna. Den vanligaste varianten är den om de fyrtio lärosatserna, vilket kommer från den romerske författaren Diogenes Laertios verk "Om kända filosofers liv och tankar", från 200-talet e.Kr.. Nya lärjungar i skolan fick som första uppgift att lära sig dessa citat utantill. 
1. Den lyckliga och oförstörbara varelsen har inga problem med sig själv och drar inte med sig bekymmer till sina medmänniskor; så han är fri från ilska och är icke partisk, för sådana åkommor antyder svaghet.
2. Där döden finns, finns inte vi och där vi finns, finns inte döden. Därför är döden ingenting för oss.
3. Omfattningen av njutning når sin gräns i avlägsnandet av all smärta. När sådan njutning är närvarande, så länge det stadiet är oavbrutet, finns det varken smärta i kropp, sinne eller från båda tillsammans.
4. Kontinuerlig kroppssmärta varar inte länge; istället varar smärta, om den är extrem, en mycket kort tid, och även den grad av smärta som obetydligt överskrider kroppsligt välbehag varar inte många dagar i följd. Sjukdomar som varar under lång tid tillåter kroppsligt välbehag att överstiga smärta.
5. Det är omöjligt att leva ett behagligt liv utan att leva klokt, hedervärt och rättfärdigt, och det är omöjligt att leva klokt, hedervärt och rättfärdigt utan att leva ett liv fullt av välbehag. När något av dessa kriterier inte uppfylls, när, till exempel, människan inte klarar av att leva klokt, är det omöjligt för henne att leva ett liv fullt av välbehag, även om hon lever sitt liv hedervärt och rättfärdigt.
6. När det gäller att erhålla skydd från andra män, så är alla medel för att uppnå detta mål i slutändan goda.
7. En del män vill stå i rampljuset och ha status, i tron att de då vore i säkerhet från andra män. Om livet för sådana män verkligen vore ett säkert liv, har de nått ett slutgiltigt gott; men om livet för dem är osäkert, har de inte nått målet de från början sökte.
8. Inget välbehag är en dålig sak i sig, men de saker som producerar säkert välbehag innebär ofta negativa tillstånd många gånger större än välbehagen i sig.
9. Om varje behag vore kapabelt till ansamling, inte bara över tid men också över hela kroppen, eller i alla fall över de främsta delarna av vår natur, då skulle inga behag, någonsin, skilja sig ifrån varandra.
10. Om de ting som framkallar välbehag hos ohämmade individer, verkligen befriade dessa från tankar av rädsla inför rymden och atmosfärsfenomenen, från rädsla för döden och rädsla för smärta, och om de vidare lärde sig att begränsa sina begär, skulle vi aldrig ha någon anledning att tycka något annat än gott om sådana personer, för de vore fyllda med välbehag från varje källa och skulle aldrig känna smärta i kropp eller själ, vilket är det negativa.
11. Om vi aldrig ansattes av oro för hur fenomenen i himlen eller atmosfären angick oss, eller av fruktan för döden eller av osäkerheten rörande gränserna för våra smärtor och begär, då skulle vi inte ha någon anledning att studera naturen och dess fenomen.
12. Det är inte möjligt för någon att bli kvitt sin rädsla inför de viktigaste frågorna, om man inte förstår universums natur men likväl sätter tilltro till myter. Alltså: utan kunskap om naturen finner man ingen glädje i rent välbehag.
13. Det är ingen fördel att skaffa skydd från andra män så länge vi oroar oss för vad som händer över eller under jorden eller rent generellt, för allt som händer i det oändliga universum.
14. Skydd mot andra människor, i viss utsträckning säkrad genom kraften att fördriva och genom materiellt välstånd, kommer, i sin renaste form, från ett tillbakadraget liv, avskiljt från den stora massan.
15. Rikedomen som naturen kräver är begränsad och lätt att skaffa; men rikedomen som fåfänga ideal kräver sträcker sig oändligt.
16. Slumpen hindrar sällan den vise; hans största och bästa intressen har varit, är, och kommer att vara, ledda av förnuftet genom hela hans liv.
17. Den rättfärdige mannen är mest fri från obehag, medan den orättfärdige mannen är full av det yttersta obehaget.
18. Kroppsliga njutningar ökar inte när smärtan av behov försvunnit; därefter medger den endast variation. Gränsen för sinnliga njutningar är dock nådd när vi reflekterar över dessa kroppsliga njutningar och hithörande känslor, som brukade åsamka sinnet den största oro.
19. Oändligt med tid och begränsad tid skänker samma mängd behag, om vi mäter omfattningen av det behaget med förnuft.
20. Kroppen får den begränsade njutningen i obegränsat mått; och för att förverkliga den behövs obegränsat med tid. Men sinnet, som intellektuellt begriper vad som är slutet och gränsen för kroppen, jagar bort fasan inför framtiden och skaffar ett komplett och perfekt liv, och vi har inte längre något behov av obegränsad tid. Likväl undviker inte sinnet njutning, och även när omständigheter gör döden överhängande, så saknar inte sinnet glädje av det bästa livet.
21. Den som förstår livets gränser vet att det är lätt att uppnå det som tar bort behovets pina, och han gör hela livet komplett och perfekt. Ty han har då inte längre behov av saker som innebär kamp.
22. Vi måste beakta både det yttersta slutet och alla klara vittnesbörd från våra sinnen, som utgör grunden för våra åsikter; om inte så blir allting fullt av osäkerhet och förvirring.
23. Om du kämpar mot alla dina sinnesintryck, kommer du inte ha någon norm att referera till, och då inga medel att bedöma ens de sinnesintryck du påstår vara falska.
24. Om du förkastar absolut vartenda sinnesintryck utan att hejda dig för att särskilja mellan åsikter om ting som väntar på bekräftelse och sådant vars närvaro redan är bekräftad, vare sig genom sinnesintryck eller känslor eller genom användande av förnuftet, så kommer du att blanda samman resten av dina sinnesintryck med din grundlösa åsikt och du kommer därmed att avvisa varje sanningsnorm. Om du bland dina idéer baserade på åsikter förhastat bekräftar som sanna alla dem som väntar på bekräftelse och också dem som inte gör det, ja, då kommer du inte att undvika misstag, eftersom du kommer att bibehålla hela grundinställningen av tvivel inför varje avgörande av vad som är en korrekt och en inkorrekt åsikt.
25. Om du inte vid varje tillfälle refererar dina handlingar till det yttersta, naturbestämda, slutet, och istället i ditt agerande i val eller undvikelse inriktar dig på något annat slut, då kommer dina handlingar inte att vara förenliga med dina teorier.
26. Alla begär som inte leder till smärta när de förblir otillfredsställda är onödvändiga, men begäret är lätt att bli av med, när det begärda tinget verkar svårt att uppnå eller när begären förmodligen kommer att framkalla skada.
27. Av alla medel som visdom anskaffar för att garantera lycka hela livet igenom, är den klart viktigaste vänskap.
28. Samma övertygelse som inspirerar förlitan på att inget vi har att vara rädda för är för evig eller ens lång tid, gör det också möjligt för oss att se, att i det begränsade onda i detta livet finns det ingenting som stärker vår säkerhet så mycket som vänskap.
29. Av våra begär är några naturliga och nödvändiga, andra är naturliga men inte nödvändiga; och andra är varken naturliga eller nödvändiga utan beror på en åsikt som saknar grund.
30. De naturliga begär som inte innebär smärta när de lämnas otillfredsställda, trots att de hävdas med intensiv kraft, beror också på en grundlös åsikt; och det är inte för deras egen natur, de inte försvinner, utan för någons grundlösa åsikter.
31. Naturlig rättvisa är en uppgörelse till ömsesidigt gagn, för att förhindra en man från att skada eller bli skadad av andra.
32. De djur som är inkapabla att ingå bindande överenskommelser med varandra att inte tillfoga eller ådra sig skada är utan vare sig rättvisa eller orättvisa; och likadant är det för de människor som antingen inte kunde eller inte hade viljan att ingå överenskommelser att inte tillfoga eller ådra sig skada.
33. Det har aldrig funnits en sådan sak som absolut rättvisa, bara överenskommelser ingångna gemensamt mellan män på olika platser vid olika tidpunkter som en garanti mot tillfogande av lidande eller smärta.
34. Orättvisa är inte något ont i sig, men bara som en följd av rädslan som är associerad med faran att bli upptäckt av dem som är förordnade att bestraffa sådana handlingar.
35. Det är omöjligt för en man som i hemlighet kränker villkoren för överenskommelse att inte skada eller bli skadad, att känna sig säker på att han kommer att förbli oupptäckt, även om han redan flytt tiotusentals gånger; för intill sin död kan han aldrig vara riktigt säker på att han inte kommer att bli upptäckt.
36. Allmänt sett är rättvisa densamma för alla, ty det är något som befunnits vara av ömsesidigt gagn i mäns handlande, men dess tillämpande på vissa platser eller under andra omständigheter innebär inte nödvändigtvis rättvisa för alla.
37. Bland ting som av lagen hålles för rättvisa, har allt sådant som bevisligen är till gagn i mäns handlande stämpel av rättvisa, även om det inte är samma för alla; men om en man gör en egen lag och den inte visar sig vara av gemensam fördel, då är den inte längre rättvis. Och om det som är till gemensamt gagn varierar och bara för en tid stämmer överens med vårt rättvisebegrepp, så är det icke desto mindre vid den tidpunkten rättvist för dem som inte ödar kraft på tomma ord, utan bara ser till fakta.
38. I de fall då ting hållna av lagen för att vara rättvisa likväl, utan någon ändring i omständigheterna, visar sig inte stämma överens med rättvisebegreppet i faktisk praktik, där är sådana lagar egentligen inte rättvisa; men i de fall lagarna upphört att vara till gagn på grund av ändrade omständigheter, då var lagarna likväl rättvisa vid den tidpunkten då de var till gagn för det gemensamma agerandet mellan medborgarna; de upphörde dock att vara rättvisa när de inte längre var fördelaktiga.
39. Den som bäst vet hur han ska möta yttre hot införlivar med sin familj alla de varelser han kan; och dem han inte kan införliva behandlar han i varje fall inte som främlingar; och när till och med detta är omöjligt undviker han allt samröre, och, så långt som det är fördelaktigt, utesluter dem från sitt liv.
40. De som har kraften att försvara sig själva mot hot från sina grannar, och som därmed är garanterade den bästa säkerhet, lever det mest behagliga livet med varandra; och de kan glädjas åt den allra högsta förtrolighet, sådan att om någon av dem dör i förtid, så beklagar inte de andra hans död, ty det skulle innebära medömkan.

### Aponia
Aponia används av Epikuros som beteckning på frånvaron av smärta och ansågs, tillsammans med ataraxi, som den högsta formen av hēdonē, njutning.

## Breven

### Epikuros brev till Herodotos
Epikuros brev till Herodotos summerar de viktigaste lärorna från "On Nature", av vilken endast några fragment har kvarlevt. Dessa upptäcktes i ett bibliotek i en villa i Herculaneum, som förstördes och begravdes vid samma utbrott av Vesuvius som begravde Pompeii. Vad som återstår är förkolnade rester av "bok 25" det vill säga kapitel 25 av Om naturen.
Epikuros var starkt påverkad av Demokritos atomteori, vilket syns i detta brev. Epikuros lägger även till några egna insikter, noterbart i hans förklaring av den mentala funktionen och i hans redogörelse för neutrala atomer. Han hävdar i likhet med Demokritos att universum mycket väl kan vara fyllt av andra världar där utomjordiskt liv är möjligt. En annan viktig del i detta brevet är rollen som fysikalisk kunskap spelar för att hjälpa människan att nå lycka, genomskåda vidskepelse och bestrida skepticism.
Brevet finns översatt till svenska i boken Filosofin genom tiderna: Antiken Medeltiden Renässansen.

### Epikuros brev till Menaikeus
Epikuros brev till Menaikeus summerar Epikuros etiska teori. Brevet är av högt värde för epikurismen eftersom det mesta som Epikuros skrev blev förstört av medeltida munkar, för att epikurismen inte motsvarade de kristna normerna.

### Epikuros brev till Pythokles
Epikuros brev till Pythokles förklarar, bland annat, olika astronomiska problem.

## I kulturen
Bröd lär ha varit Epikuros främsta kostkälla och vid festligheter åt han gärna ost.  Angående ost, så lär Epikuros ha sagt: 
"Skicka mig lite ost, så att när jag vill ha en festmåltid, ska jag ha möjligheten att ha det."

## Utmärkelser
Asteroiden 5954 Epikouros är uppkallad efter honom.